# Valentina Vîrlan
Valentina Vîrlan (n. secolul al XX-lea) este o canotoare română. Ea a făcut parte din echipa care a câștigat medalia de aur în competițiile feminine de patru cu cârmaci și de opt la Campionatele Mondiale de Canotaj din 1987 din Copenhaga.